# 키우키관박쥐
키우키관박쥐(Rhinolophus chiewkweeae)는 관박쥐과에 속하는 박쥐의 일종이다. 말레이 반도의 토착종이다.

## 특징
중간 크기의 박쥐로 머리부터 몸까지 길이는 64.0±0.93mm이고, 전완장은 56.1±0.81mm, 꼬리 길이는 18.9±0.99mm이다. 발 길이는 14±0.926mm, 귀 길이는 25±0.76mm이다. 털은 길고, 양털처럼 부드럽다. 등 쪽은 갈색-오렌지색을 띠는 반면에 복부 쪽은 희다. 귀는 짧지만 귓바퀴는 비교적 크다.

## 생태
먹이는 곤충이다.

## 분포 및 서식지
말레이시아 말레이 반도의 크다주와 믈라카주, 조호르주, 랑카위 군도에서 발견된다. 해발 최대 1,276m 높이의 딥테로카르푸스과 나무 숲에서 서식한다.